# Ародола Нуова (Удине)
Ародола Нуова је насеље у Италији у округу Удине, региону Фурланија-Јулијска крајина.
Према процени из 2011. у насељу је живело 197 становника. Насеље се налази на надморској висини од 3 м.